# 巴赫里王朝

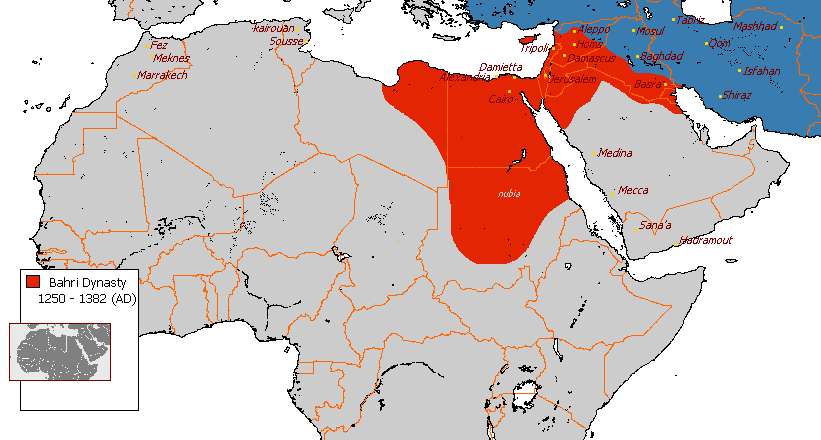
巴赫里马木留克的最大疆界，蓝色表示伊尔汗国。

巴赫里王朝，又名拜赫里耶的马木留克（al-Mamalik al-Bahariyya  المماليك البحرية），由钦察突厥人建立的马木留克政权，自1250年至1382年统治埃及，后被另一个马木留克政权布尔吉王朝所取代。“巴赫里”（意為「大河」）指的是他们的驻地——开罗境内尼罗河（Bahr al-Nil）罗达岛上的罗达城堡（由阿尤布王朝的苏丹萨利赫·阿尤布所建）。

## 历史
1250年-1517年，马木留克王朝是当时世界上最强大、富有的帝国之一。

### 发展
1250年，阿尤布苏丹萨利赫·阿尤布去世，身为奴隶的马木留克人谋杀了他的儿子兼继承人突兰沙，而他的遗孀舍哲尔·杜尔则成为埃及的苏丹娜。她嫁给阿德贝格埃米尔艾伯克后退位，艾伯克成为苏丹，并在1250年至1257年间统治国家。
马木留克人在十年间巩固了自己的势力，最终建立了巴赫里王朝。1258年，蒙古人在巴格达的劫掠宣告阿拔斯王朝灭亡，马木留克人于此受益。开罗的地位愈发重要，此后一直作为马木留克的首都。
马木留克人都是优秀的骑兵，他们沿袭了先祖草原突厥人的习俗，并汲取了阿拉伯人在管理、技术上的精华及其马术。1260年，马木留克人在阿音札鲁特战役（位于如今的以色列地区）中击败了蒙古军队，最终迫使其后撤至如今伊拉克一带。这个胜利提高了马木留克人在地中海盆地南部的地位。苏丹古突兹于班师途中遇刺，统帅之一的拜巴爾继位。
1250年，法国国王路易九世率领十字军攻打曼苏拉，拜巴尔是守将之一。是役，路易九世战败后于法里斯库尔被俘，后被赎回。之后，拜巴尔也参与了马木留克对埃及的接收。他成为苏丹后，于1261年在开罗建立了一个阿拔斯王朝的傀儡哈里发，马木留克人在巴勒斯坦继续与十字军残部战斗，直到他们最终于1291年攻克阿卡城。

### 鞑靼人
许多鞑靼人定居在埃及并被拜巴尔雇用。 他在埃尔比斯坦之战击败了蒙古人，并派遣阿拔斯王朝的哈里发和250人试图夺回巴格达，但没有成功。1266年，他摧毁了奇里乞亚亚美尼亚王国；1268年，他从十字军手中夺回了安条克。在他于1277年去世前，他先后与塞尔柱人和阿萨辛派交战，并首次将穆斯林的势力范围扩张到努比亚。

1280年，苏丹嘉拉温在叙利亚镇压了宋豁儿领导的叛乱；次年，他在霍姆斯城外击败了阿八哈率领下的蒙古军。 蒙古退兵后，他于1289年从十字军手里夺回了的黎波里。1291年，他的儿子哈利勒攻克了十字军最后的城市阿卡。

1389年金帐汗国的疆域

蒙古军于1299年再度入侵，但在1303年被击败。埃及马木留克苏丹与改信伊斯兰教的金帐汗国建立了外交关系，并于1322年签订了和平协议。
1319年，苏丹納西爾·穆罕默德迎娶了一位金帳汗國公主。他在外交上的成就远超诸位前任，包括保加利亚、印度、阿比西尼亚帝国、教皇、阿拉贡国王和法国国王。1311年，他下令再挖一条连接亚历山大港与尼罗河的运河。

### 解体
1341年纳西尔去世后，王位的不断更迭导致国内一片混乱。雪上加霜的是，1349年黑死病在埃及和地中海东部地区大面积爆发，夺走了许多人的生命。
1382年，最后一个巴赫里苏丹哈吉二世被废黜，国家被切尔克斯的埃米尔巴爾庫克接管。巴爾庫克在1389年被放逐，但次年即重新掌权，建立了布尔吉王朝。

## 军事组织
一般来说，巴赫里王朝的部队构成可分为几个方面：
1.马木留克：政治和军事基础的核心组成，这些的欽察奴隶士兵被进一步划分为卡萨吉卫队（相当于禁军），皇家马木留克（苏丹直属），和常规马木留克（通常隶属于当地的埃米尔）。
2.哈尔喀（Al-Halqa）：以自由人为主的专业武装，直接听命于苏丹。
3.瓦菲迪亚（Wafidiyya）：蒙古入侵后迁移到王朝边境的土耳其人和蒙古人，一般以批地换取兵役，有优秀的战斗力。
4.其他兵源：主要来自贝都因人的部落，但在不同的情况下也会征召土库曼人和其他定居的阿拉伯人。

## 巴赫里苏丹列表
| 头衔 | 名字                                    | 统治时间                 |
| --- | --------------------------------------- | ------------------------ |
| 玛莉凯·伊斯玛特丁·乌姆·赫利勒 الملکہ عصمہ الدین أم خلیل ‬                                                     | 舍哲尔·杜尔 شجر الدر‬                    | 1250-1250                |
| 马利克·穆伊兹·伊兹丁·艾伯克·乔尚吉尔·图尔克迈尼·萨利希 الملک المعز عز الدین أیبک الترکمانی الجاشنکیر الصالحی‬ | 伊兹丁·艾伯克 عز الدین أیبک‬             | 1250–1257                |
| 苏丹阿什拉夫 سلطان الاشرف‬                                                                                    | 穆扎法尔丁·穆萨 مظفر الدین موسی‬         | 1250–1252                |
| 苏丹曼苏尔 سلطان المنصور ‬                                                                                    | 努尔丁·阿里 نور الدین علی‬               | 1257–1259                |
| 苏丹穆扎法尔 سلطان المظفر ‬                                                                                   | 赛伊夫丁·古图兹 سیف الدین قطز‬           | 1259–1260                |
| 苏丹埃布勒-富图 - سلطان ابو الفتوح‬ 查希尔 - الظاہر ‬ 本杜格德里 - البندقداری‬                                  | 鲁克恩丁·拜巴尔一世 رکن الدین بیبرس ‬    | 1260–1277                |
| 苏丹赛义德·纳西尔丁 سلطان السعید ناصر الدین ‬                                                                 | 穆罕默德·巴雷凯·汗 محمد برکہ خان‬        | 1277–1279                |
| 苏丹阿迪勒 سلطان العادل ‬                                                                                     | 巴德尔丁·苏莱米什 بدر الدین سُلامش‬       | 1279                     |
| 曼苏尔 - المنصور ‬ 阿勒菲 - الالفی‬ 萨莱希 - الصالحی‬                                                           | 赛义夫·嘉拉温 سیف الدین قلاوون ‬         | 1279–1290                |
| 苏丹阿什拉夫 سلطان الاشرف‬                                                                                    | 萨拉丁·赫利勒 صلاح الدین خلیل‬           | 1290–1293                |
| 纳西尔 الناصر ‬                                                                                               | 纳西尔丁·穆罕默德 ناصر الدین محمد‬       | 1293-1294 (第一次在位)   |
| 阿迪勒·图尔基·穆格利 العادل الترکی المغلی ‬                                                                   | 宰恩丁·基特布盖 زین الدین کتبغا ‬        | 1294–1297                |
| 曼苏尔 المنصور ‬                                                                                              | 胡塞姆丁·莱欣 حسام الدین لاچین‬          | 1297–1299                |
| 纳西尔 الناصر ‬                                                                                               | 纳西尔丁·穆罕默德 ناصر الدین محمد‬       | 1299 - 1309 (第二次在位) |
| 苏丹穆扎法尔·杰尚基尔 سلطان المظفرالجاشنکیر ‬                                                                 | 鲁克恩丁·拜巴尔二世 رکن الدین بیبرس ‬    | 1309                     |
| 纳西尔 الناصر ‬                                                                                               | 纳西尔丁·穆罕默德 ناصر الدین محمد‬       | 1309 - 1340 (第三次在位) |
| 曼苏尔 المنصور ‬                                                                                              | 赛义夫丁·阿布-贝克尔 سیف الدین أبو بکر‬  | 1340–1341                |
| 阿什拉夫 الأشرف ‬                                                                                             | 阿拉丁·库朱克 علاء الدین کجک‬            | 1341–1342                |
| 苏丹纳西尔 سلطان الناصر ‬                                                                                     | 希哈卜丁·艾哈迈德 شھاب الدین أحمد‬       | 1342                     |
| 苏丹萨莱赫 سلطان الصالح ‬                                                                                     | 伊马德丁·伊斯梅尔 عماد الدین إسماعیل‬    | 1342–1345                |
| 苏丹卡米勒 سلطان الکامل ‬                                                                                     | 赛义夫丁·沙巴恩一世 سیف الدین شعبان اول‬ | 1345–1346                |
| 苏丹穆扎法尔 سلطان المظفر ‬                                                                                   | 赛义夫丁·哈吉一世 سیف الدین حاجی اول‬    | 1346–1347                |
| 纳西尔·阿布-马阿利 الناصر أبو المعالی‬                                                                        | 巴德尔丁·哈桑 بدر الدین الحسن‬           | 1347-1351 (第一次在位)   |
| 苏丹萨莱赫 سلطان الصالح ‬                                                                                     | 萨莱赫丁·本·穆罕默德 صلاح الدین بن محمد‬ | 1351–1354                |
| 纳西尔·阿布-马阿利·纳西尔丁 الناصر أبو المعالی ناصر الدین ‬                                                   | 巴德尔丁·哈桑 بدر الدین الحسن‬           | 1354 - 1361 (第二次在位) |
| 曼苏尔 المنصور ‬                                                                                              | 萨莱赫丁·穆罕默德 صلاح الدین محمد‬       | 1361–1363                |
| 阿什拉夫·阿布-马阿利 الأشرف أبو المعالی ‬                                                                     | 宰恩丁·沙巴恩二世 زین الدین شعبان ثانی‬  | 1363–1376                |
| 曼苏尔 المنصور ‬                                                                                              | 阿拉丁·阿里 علاء الدین علی‬              | 1376–1382                |
| 苏丹萨莱赫 سلطان الصالح‬                                                                                      | 塞莱赫丁·哈吉二世 صلاح الدین حاجی ثانی‬  | 1382                     |
| 查希尔 الظاہر ‬                                                                                               | 塞义夫丁·巴库克 سیف الدین برقوق ‬        | 1382–1389                |
| 苏丹萨莱赫·穆扎法尔·曼苏尔 سلطان الصالح المظفر المنصور‬                                                       | 塞莱赫丁·哈吉二世 صلاح الدین حاجی ثانی‬  | 1389                     |
| 公元1389-1390年，巴爾庫克建立的布尔吉王朝取代了马木留克王朝。                                                |                                         |                          |

- 黄色行表示1250–1254年间，苏丹阿什拉夫穆扎法尔丁·穆萨是阿尤布王朝名义上的统治者。
  - 银色行表示巴赫里王朝的统治被布尔吉王朝中断的时间。